# Palais national (Mexico)
Pour les articles homonymes, voir Palais national.
 (septembre 2011).
Si vous disposez d'ouvrages ou d'articles de référence ou si vous connaissez des sites web de qualité traitant du thème abordé ici, merci de compléter l'article en donnant les références utiles à sa vérifiabilité et en les liant à la section « Notes et références ».
Le Palais national (en espagnol : Palacio Nacional), est le siège du pouvoir exécutif fédéral au Mexique et la résidence officielle du président des États-Unis mexicains depuis 2018, après l'avoir déjà été entre 1824 et 1882. Il est situé sur la place principale de Mexico, la place de la Constitution.
Ce site a été un palais pour la classe dirigeante du Mexique depuis l'Empire aztèque, et beaucoup de matériaux de construction proviennent du palais d'origine qui a appartenu à Moctezuma II.
Il mesure plus de 200 mètres de long et abrite les bureaux du président du Mexique, le Trésor fédéral et le bureau des archives nationales.

## Présentation
La façade est bordée au nord et au sud par deux tours et comprend trois portes principales, chacune menant à une autre partie du bâtiment. La porte Sud mène au Patio de Honor et aux bureaux du président (pas d'accès public). La porte du Nord est connue comme la porte Mariana, nommée en l'honneur de Mariano Arista qui l'avait construit en 1850. La zone à côté de cette porte est l'ancien tribunal pénitentiaire, avec des salles d'audience et des chambres de torture, elle est maintenant occupée par le ministère des Finances. Il contient la salle du trésor, construits par les architectes Manuel Ortiz Monasterio et Vicente Mendiola. La porte de bronze est l'œuvre d'Augusto Petriccioli.
Au-dessus de la porte centrale, face au a la place de la Constitution, se trouve le balcon principal, où juste avant 23 heures, chaque 15 septembre, le président du Mexique prononce le Grito de Dolores, dans une cérémonie de commémoration de l'indépendance du Mexique. Une partie de cette cérémonie correspond à la sonnerie de la cloche qui pend au-dessus du balcon. Cette cloche est l'original que le père Miguel Hidalgo a fait sonner pour appeler à la révolte contre l'Espagne.
La porte centrale mène au patio principal, entouré d'arcades baroque. Seule la balustrade de cette zone a été remodelée pour la conservation des peintures murales de Diego Rivera qui ornent l'escalier principal et les murs du deuxième étage. Dans la cage d'escalier, l'Épopée du peuple mexicain, peinte entre 1929 et 1935, représente l'histoire du Mexique de l'époque préhispanique au XXe siècle. Elle est complétée par une série de fresques réalisées sur les murs des couloirs du deuxième étage, sur une superficie totale d'environ 450 m2.

## Histoire

### Époque aztèque

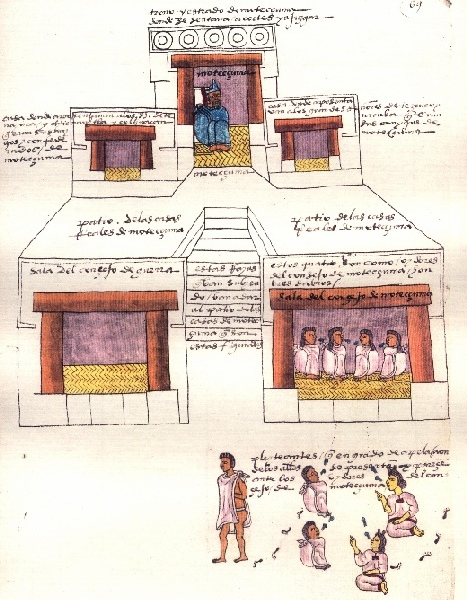
Représentation du palais de Moctezuma II dans le Codex Mendoza.

Au début du XVIe siècle, le site, qui se trouvait au sud-est de l'enceinte sacrée qui constituait le cœur de la capitale aztèque Tenochtitlan, fut choisi par Moctezuma II pour se faire construire un nouveau palais. Cet édifice servait de résidence au tlatoani (souverain) aztèque et remplissait un certain nombre de fonctions officielles.
Le bâtiment était divisé en deux sections décorées de marbres et de stucs peints. La façade principale montrait le bouclier de la monarchie, un aigle avec un serpent dans ses serres. L'édifice comportait trois patios entourés de portiques. À l'intérieur; des installations sanitaires, des fontaines et des jardins. Les pièces étaient ornées de tapisseries de coton, de plumes et de fourrure de lapin peinte en couleurs vives. Les planchers étaient en stucs polis, recouverts de peaux d'animaux et de nattes finement tissées.
Il y avait des chambres pour les fonctionnaires, le personnel administratif et les gardes militaires, ainsi que des cuisines, des offices et des magasins de stockage. La richesse du palais étonna Hernán Cortés, qui consigna ses impressions dans des lettres à Charles Quint.
Dans le palais une chambre était réservée à un groupe d'anciens, présidé par l'empereur lui-même, sorte de tribunal pour régler les différends entre les citoyens. Après la conquête par les envahisseurs espagnols, ces édifices n'ont pas été complètement rasés, mais ont été suffisamment détruits pour les rendre inutilisables.

### Palais de Cortés
Hernan Cortés s'appropria le site et les bâtiments qui s'y trouvaient pour son propre usage. Il choisit comme architectes Rodrigo de Pontocillos et Juan Rodríguez pour reconstruire le palais, tandis qu'il vivait dans la « vieille maison » (l'actuel Nacional Monte de Piedad) de 1521 à 1530.
Le palais de Cortés était une forteresse massive avec des embrasures à canons dans les coins et une mezzanine qui présentait des créneaux pour abriter les soldats. La façade n'avait que deux portes avec des arcs. À l'intérieur il y avait deux patios, un troisième fut construit après 1554 et un quatrième peu après. Un vaste jardin, occupait une grande partie des zones sud et ouest de la propriété. Le palais servait de quartier d'habitation, de bureaux, avec deux salles d'audience, et une tour pour stocker la poudre. Un bâtiment secondaire à l'arrière du bâtiment principal comportait dix-neuf fenêtres sur sa façade. Il avait également un parapet surmonté d'une horloge et d'une cloche. La cour d'honneur a été construite assez grande pour pouvoir divertir les visiteurs avec des corridas.
La couronne espagnole, a acheté le palais de la famille Cortés en 1562 pour servir de résidence au vice-roi. Il l'est resté jusqu'à l'indépendance du Mexique dans les années 1820.

### Palais du vice-roi
En 1562, le ministère public espagnol a acheté le château et les terres de Martín Cortés, fils d'Hernán Cortés, en retenant l'essentiel des caractéristiques du palais Cortés. En raison de tensions entre le vice-roi et l'archevêque, le palais fut incendié par des partisans de l'archevêque en 1624. Le 8 juin 1692, le palais a été presque complètement détruit. Le vice-roi Gaspar de Sandoval avait alors fait reconstruire son palais.
Avec la reconstruction, le palais a perdu ses allures de forteresse et a pris une apparence baroque. Ses créneaux ont été transformés en fenêtres avec des grilles de fer forgé. Des inscriptions sont gravées au-dessus de ces fenêtres. Une troisième porte a été ajoutée sur le côté nord du bâtiment. La porte sud conduit à ce qui a été nommé le « Patio d'honneur ».
La mezzanine servait aux fonctions de secrétariat et aux archives de la vice-royauté. La partie inférieure était pour les serviteurs et les soldats. Ce patio d'honneur ouvrait en arrière vers un jardin pour l'utilisation du vice-roi et sa cour. Ce dernier est devenu le jardin botanique royal au XVIIIe siècle.
La porte nord conduit à un petit patio dans lequel se trouvait la prison et le quartier des gardes. Le palais est demeuré essentiellement inchangé jusque dans les années 1830.

### Après l'indépendance
De nombreux dirigeants du Mexique après l'indépendance, ont apporté des modifications au palais du vice-roi, y compris en le rebaptisant « Palais national ».
Les premiers ministères du Mexique y ont été installés, tels que le ministère de l'Hacienda, le ministère de la Guerre, celui de la Justice, de l'Intérieur et des Relations extérieures, ainsi que la Cour suprême.
Au cours d'un soulèvement dirigé par Valentín Gómez Farías contre le président Anastasio Bustamante, le sud-ouest de la balustrade a été gravement endommagé lors d'un siège qui dura douze jours. En 1845, la Chambre des députés a été construite, avec le Sénat à l'étage de l'aile sud.

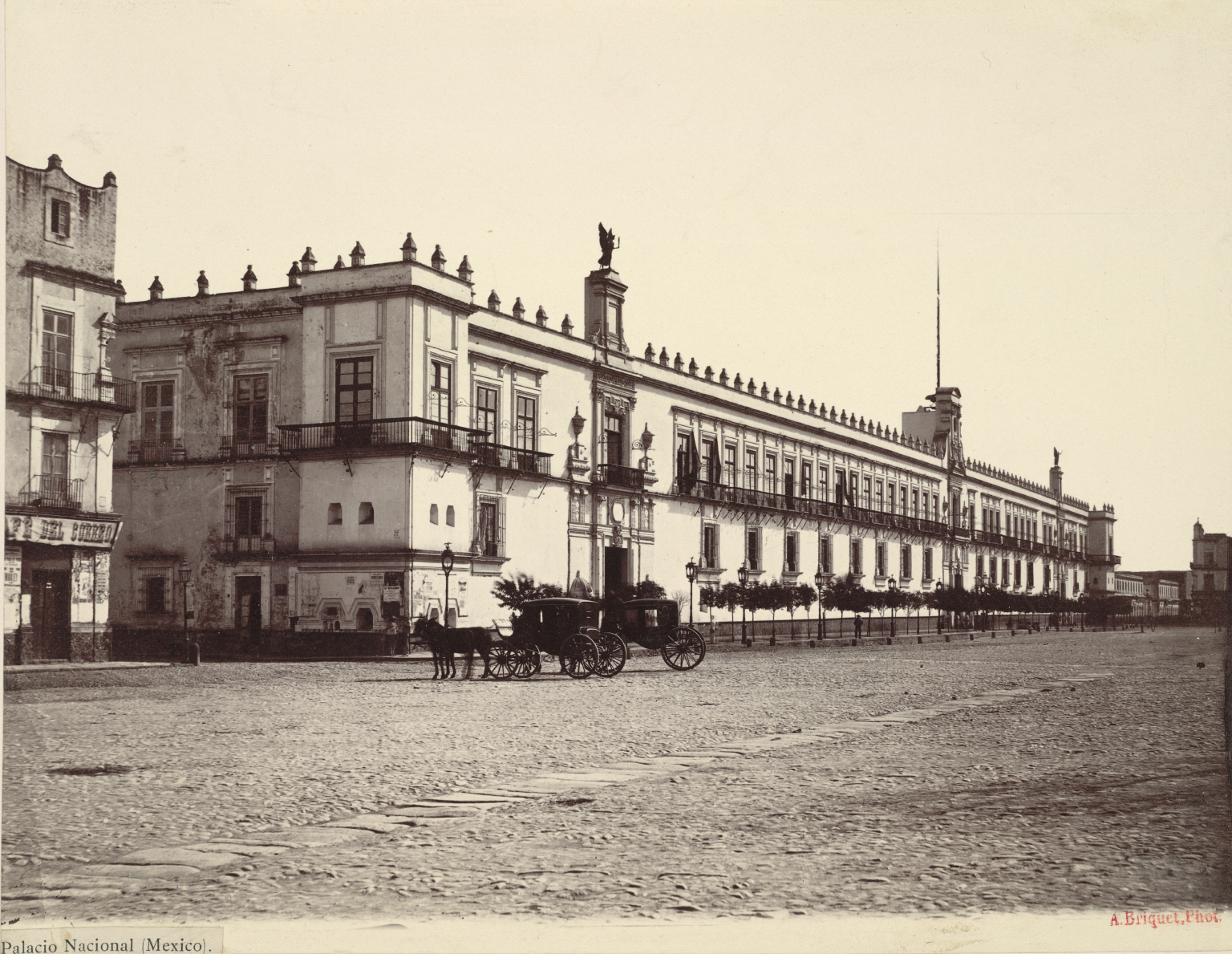
Le palais national vers 1865.

En 1864, Maximilien de Habsbourg a fait installer trois mâts pour les drapeaux installés devant les trois portes principales. À la porte centrale, le drapeau du Mexique, à la porte nord, le drapeau de l'Autriche et à la porte sud, le pavillon de la France. Lorenzo de la Hidalga construisit l'escalier monumental en marbre qui se trouve dans le patio d'honneur dans l'aile sud.
Un certain nombre de modifications ont été apportées pendant le règne de Porfirio Díaz. La façade a été cimentée et gravée pour ressembler à des blocs de pierre. Des stores en tissu ont été placés aux fenêtres des étages supérieurs.
Entre 1926 et 1929, le troisième étage a été ajouté au cours du mandat du président Plutarco Elías Calles.
La façade a été recouverte de pierre « Tezontle » rouge et des encadrements de pierre ont été installés sur les portes, fenêtres, corniches et parapets. À l'intérieur, un grand escalier de marbre a été installé dans le patio central (où Diego Rivera plus tard peindra ses peintures murales) et des escaliers construits pour le ministère des recettes internes et les bureaux de la Trésorerie générale dans l'aile nord. L'ancienne Chambre des députés, abandonnée après un incendie en 1872, a été reconstruite et ré-inaugurée en un musée.

### Palais présidentiel
Tous les vice-rois qui ont régné en Nouvelle-Espagne au cours de la période coloniale, vivaient dans cette résidence à l'exception de Antonio de Mendoza et Juan O'Donojú.
Le premier président à vivre dans le bâtiment a également été le premier président du Mexique, Guadalupe Victoria. Le bâtiment servit de résidence présidentielle jusqu'à Manuel González, président entre 1880 et 1884. Successivement remplacé dans ce rôle par le château de Chapultepec, puis par Los Pinos à partir de 1935, le Palais national retrouve son rôle historique en 2018 lors de l'accession au pouvoir d'Andrés Manuel Lopez Obrador.
Parmi les personnalités qui ont séjourné ici, on compte Juana Inés de la Cruz, Mateo Alemán, Fray Servando de Mier (il y mourut également), Alexander von Humboldt et Simón Bolívar.

## Galerie

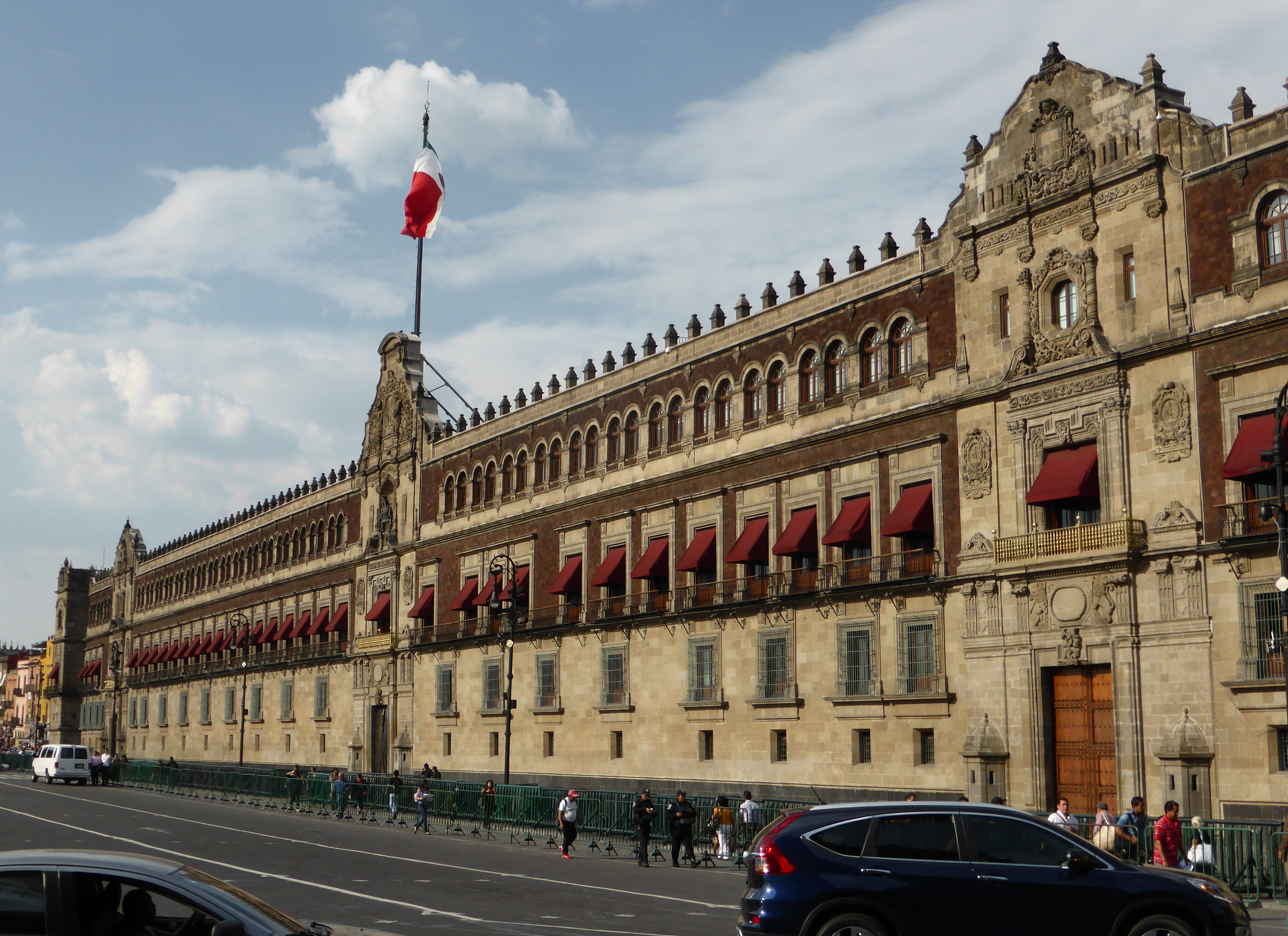
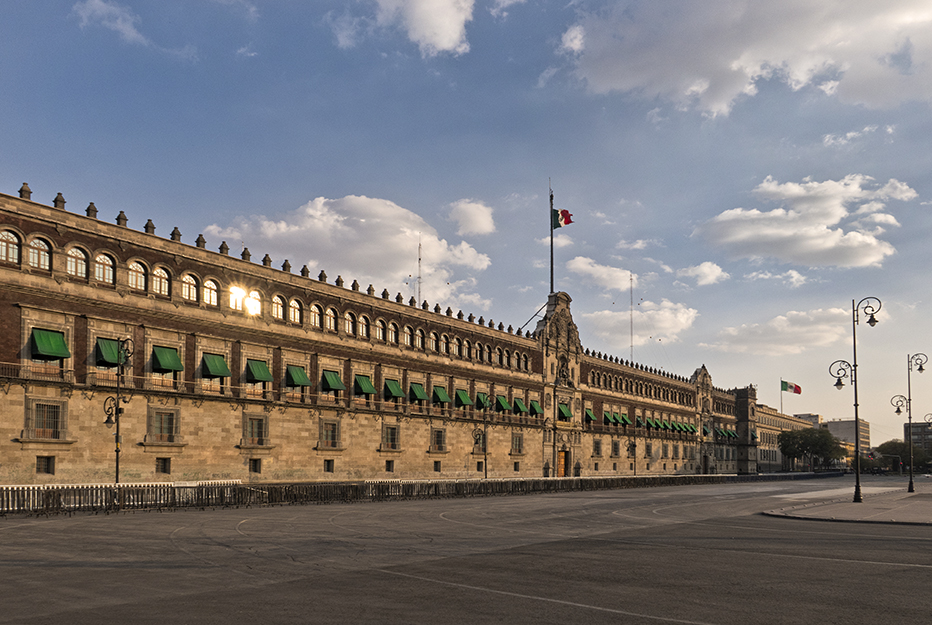
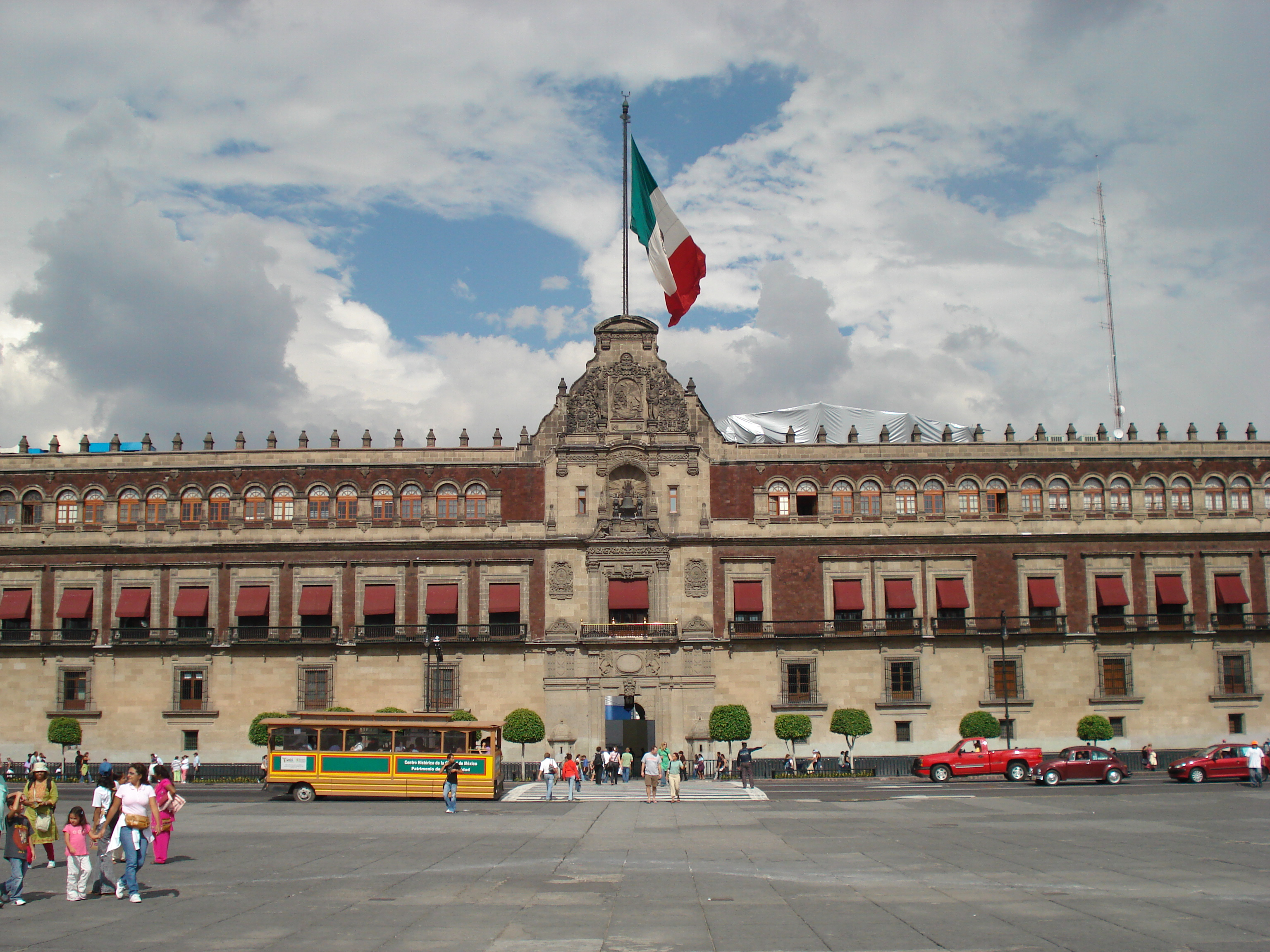
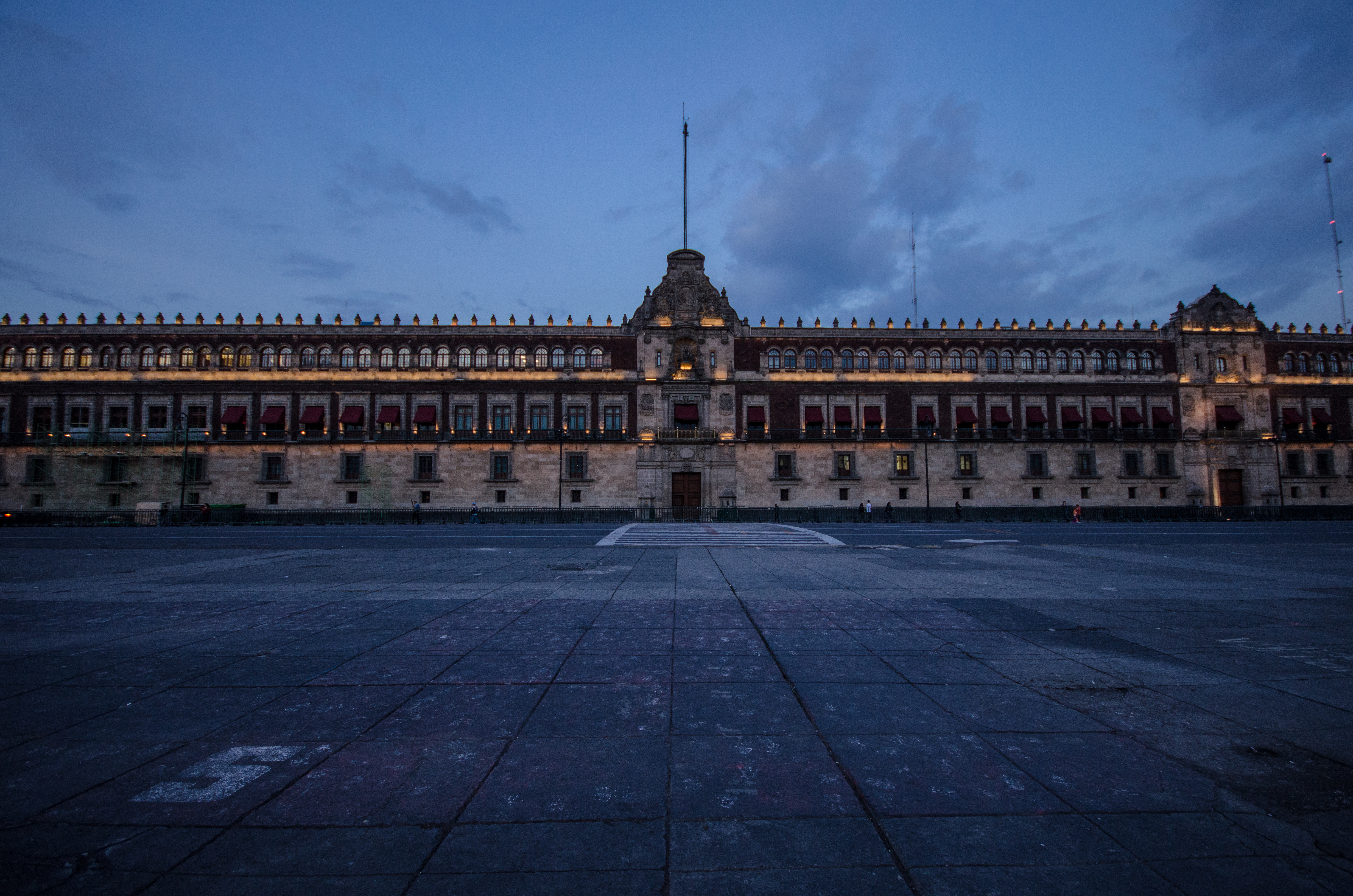
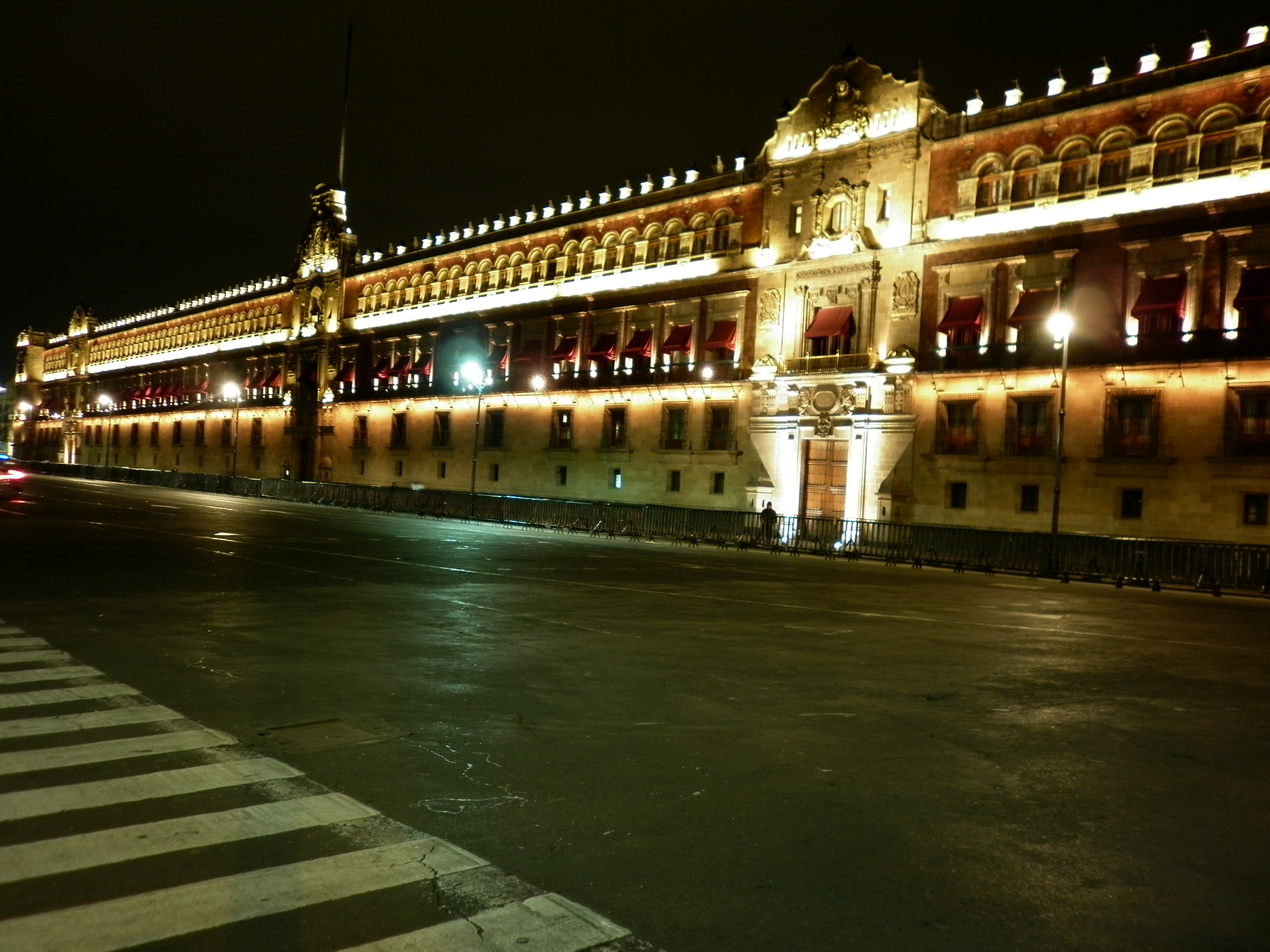
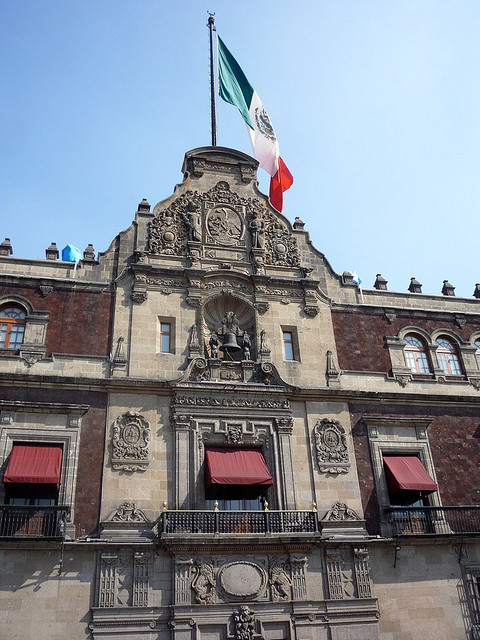
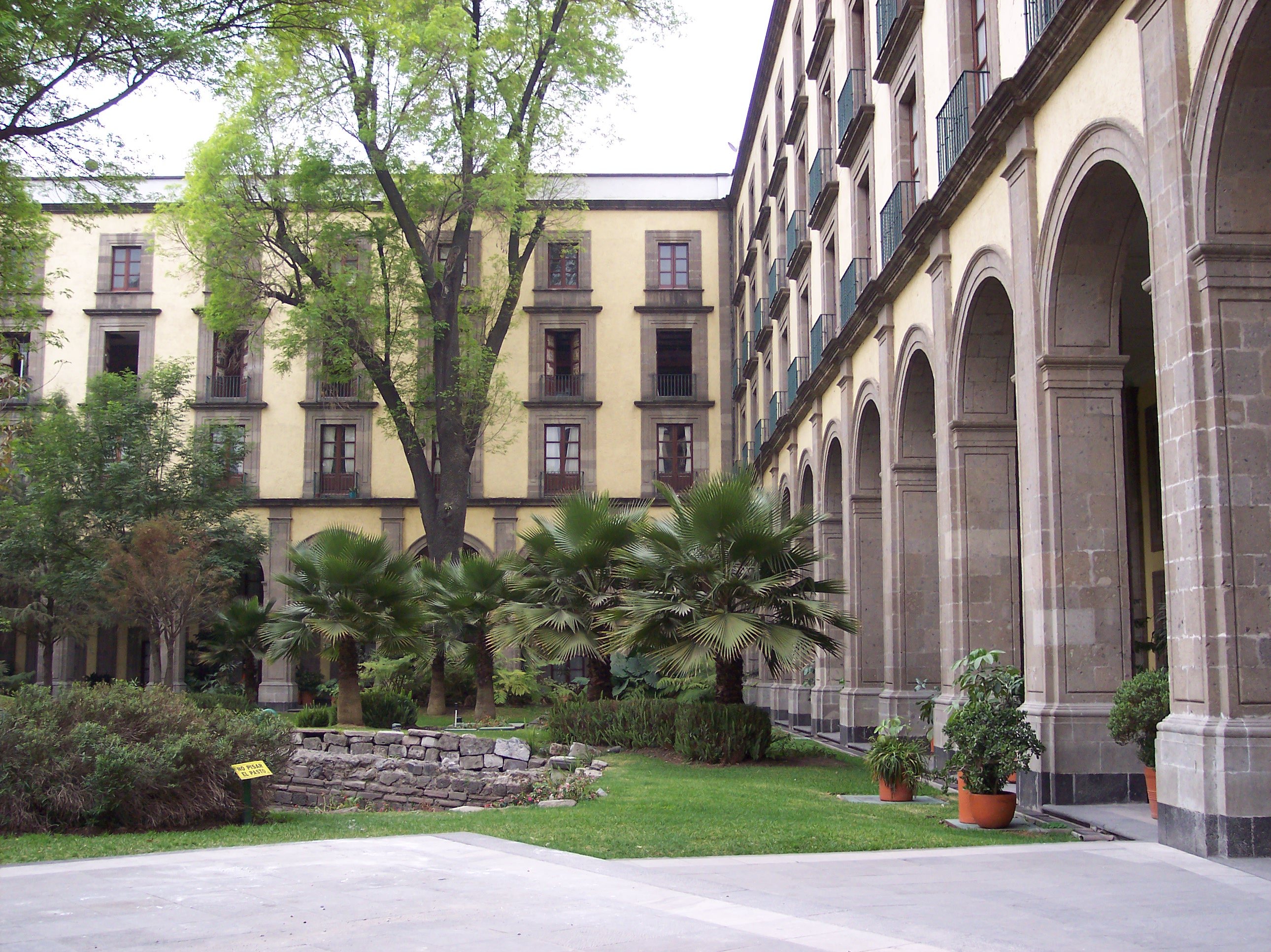
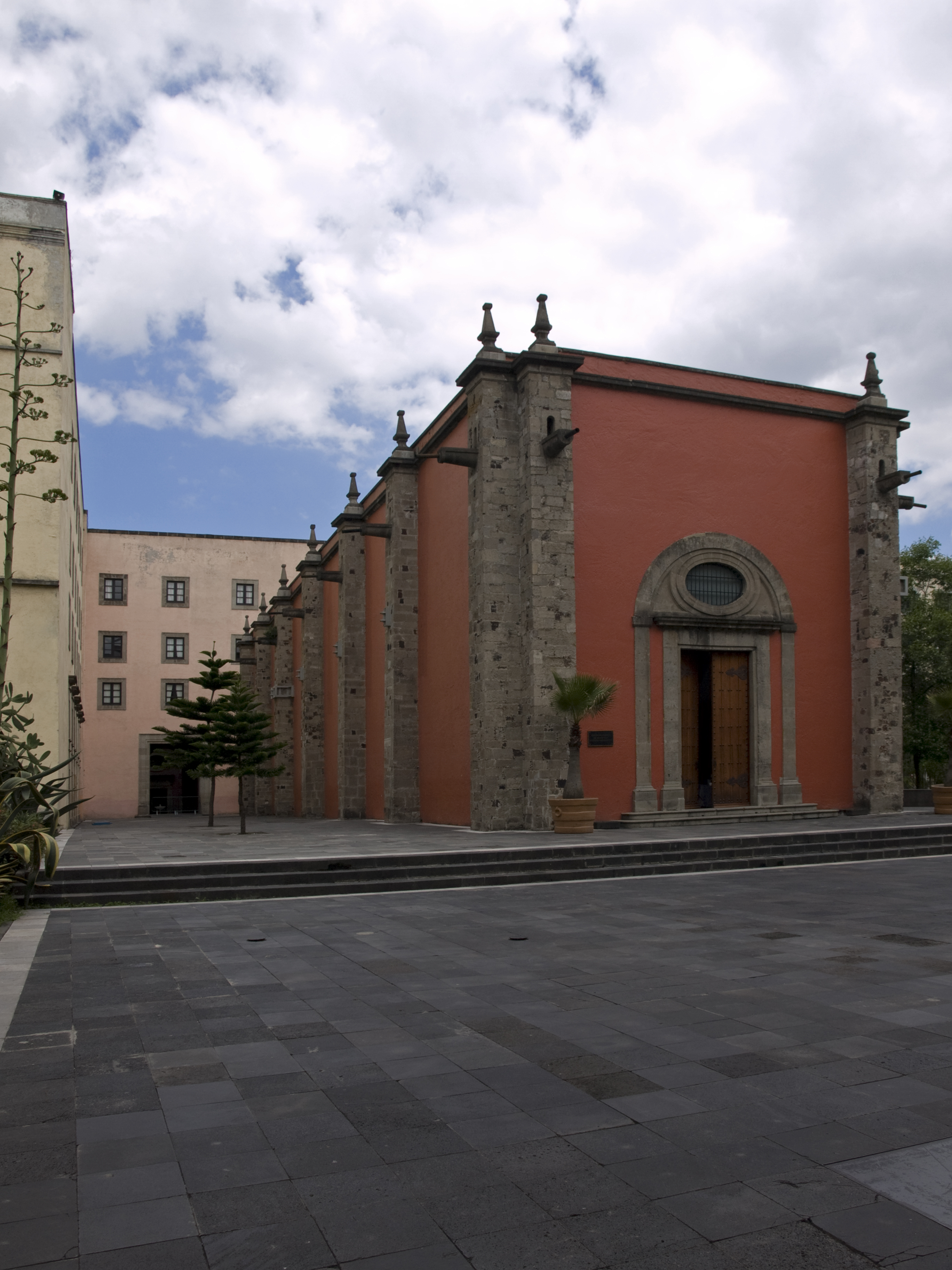
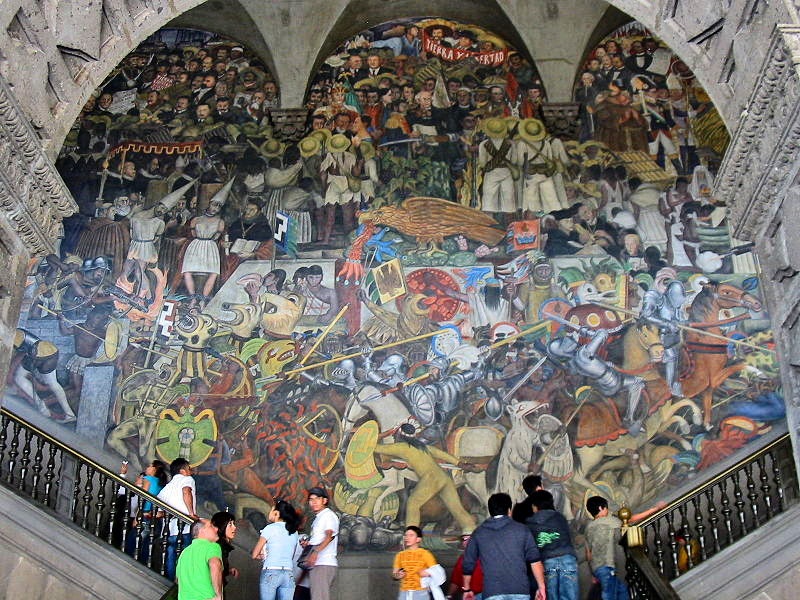
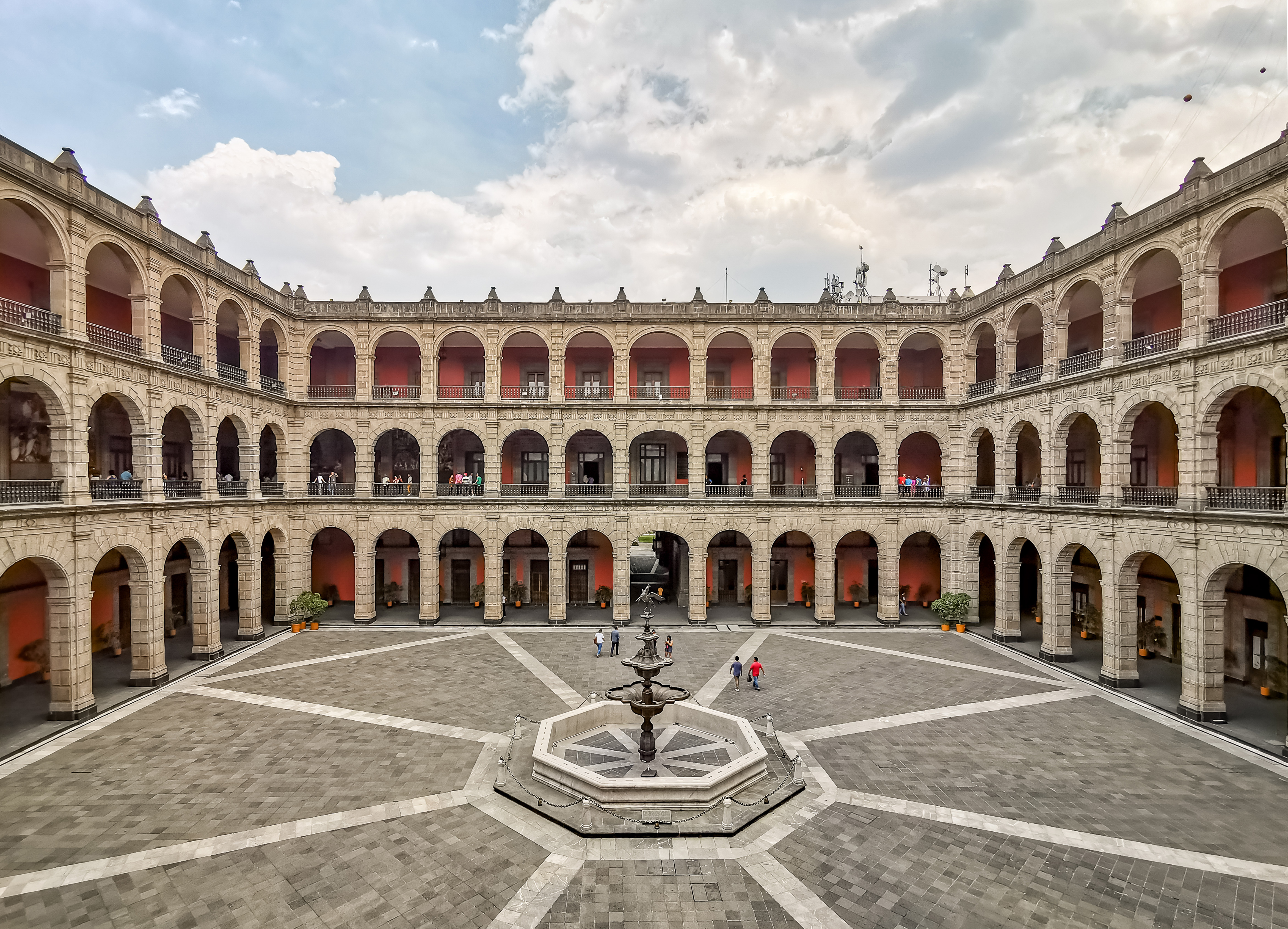
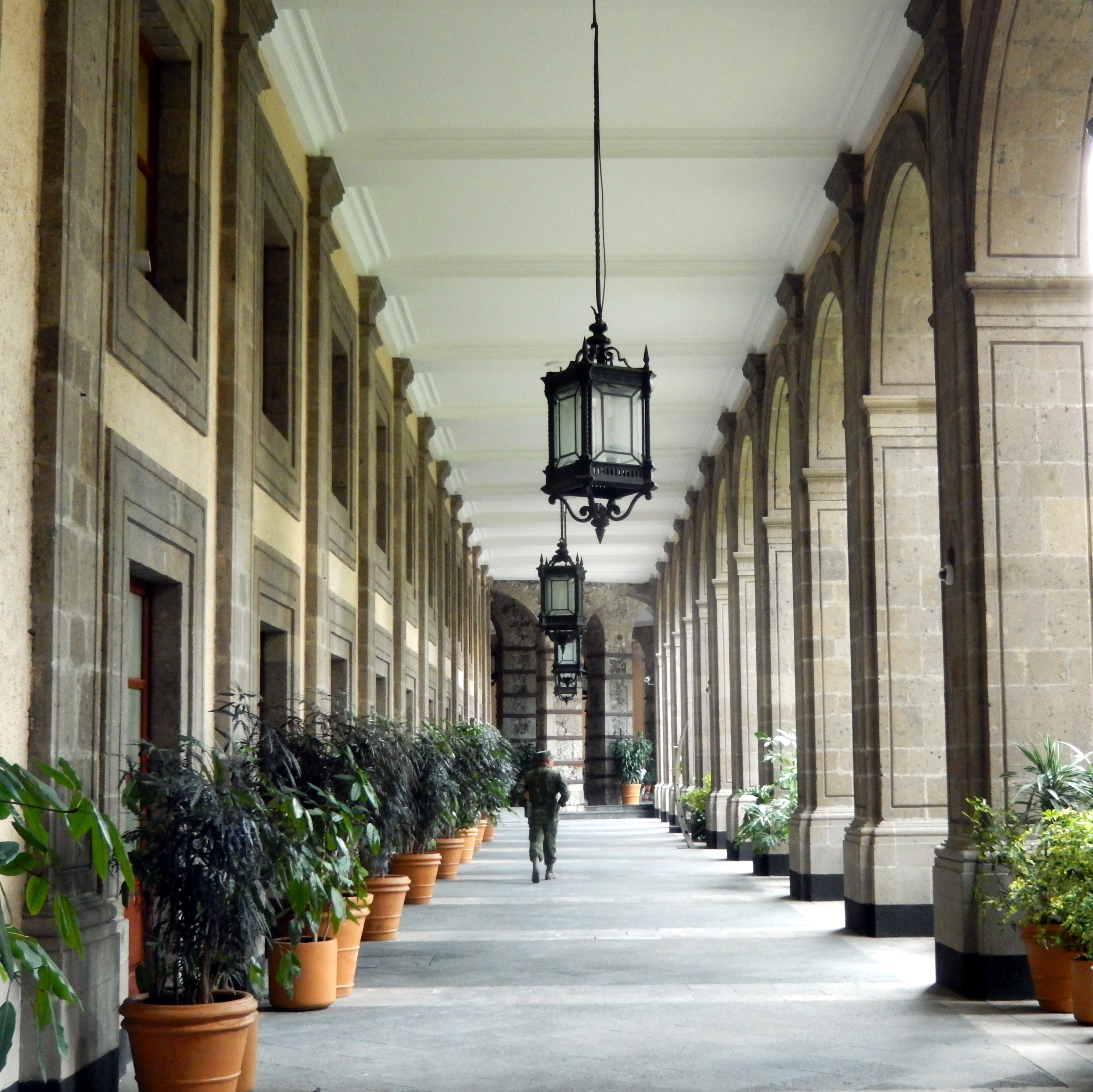
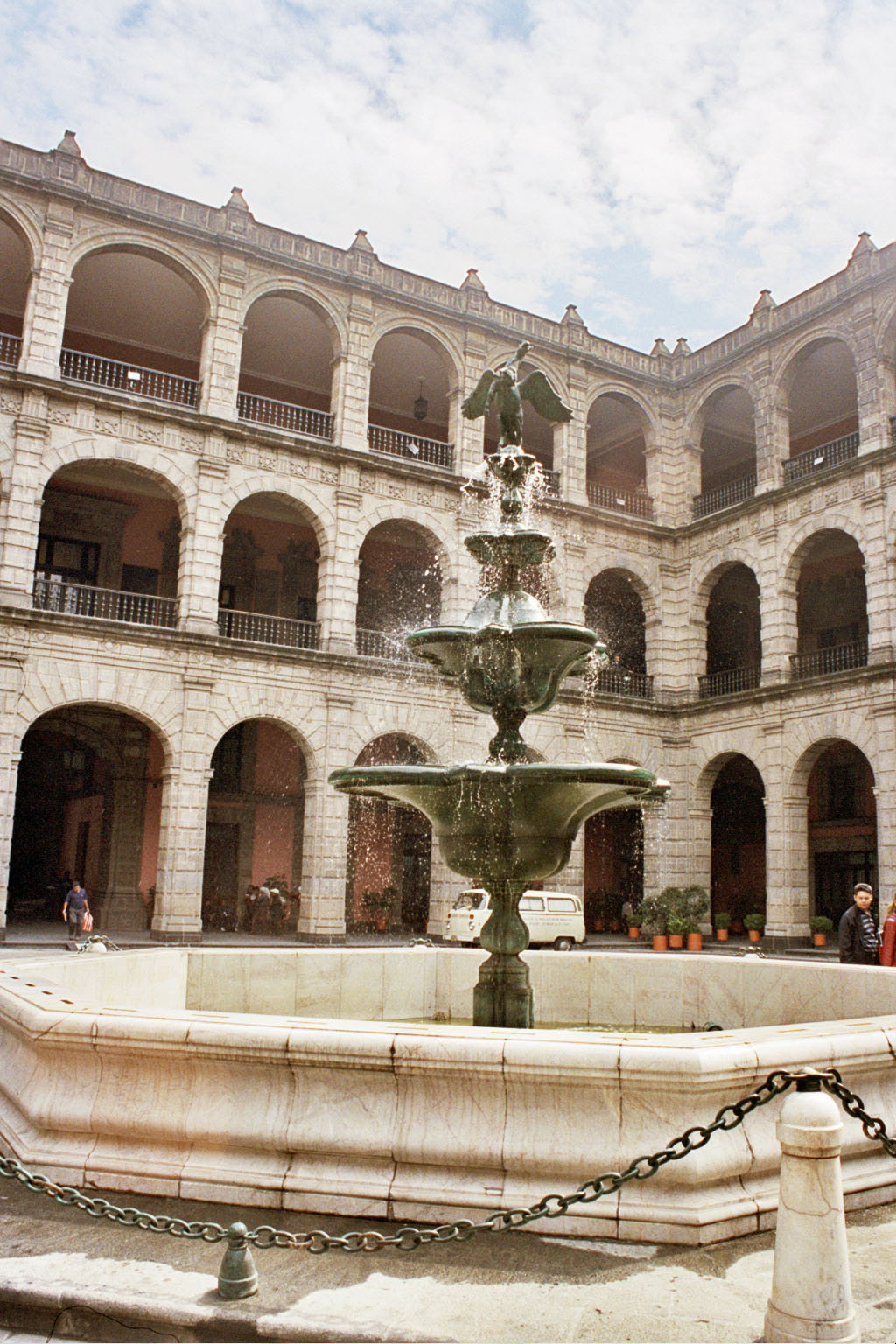
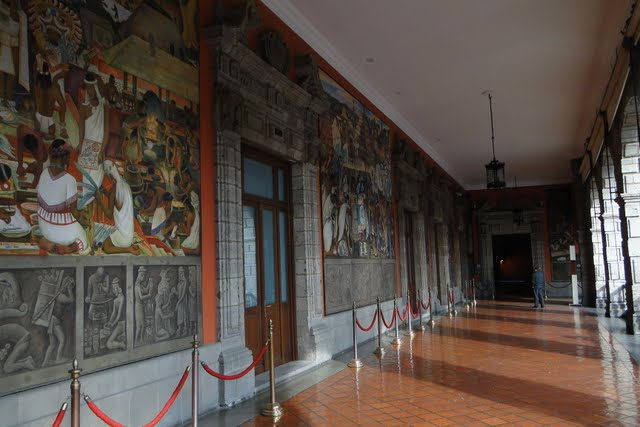
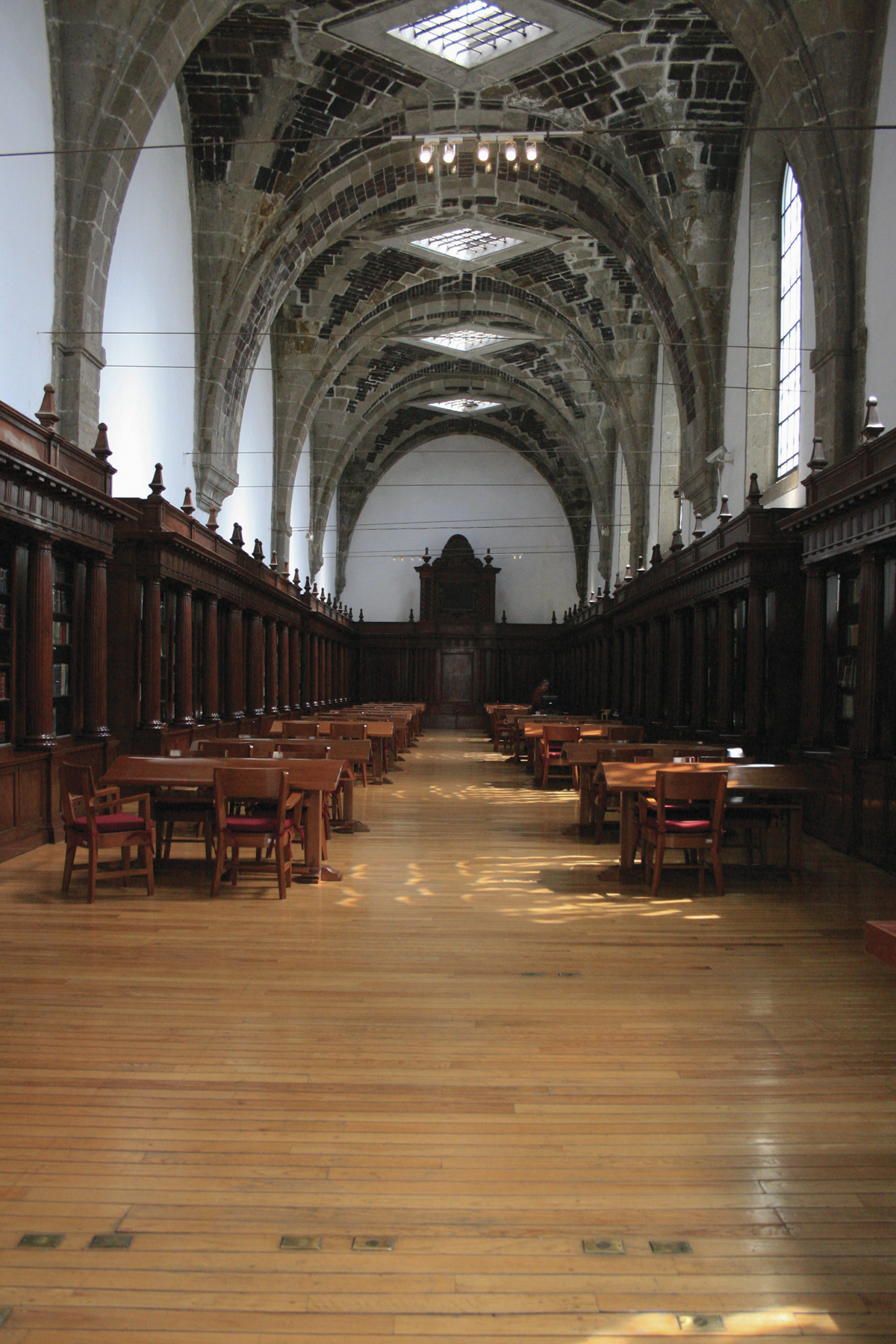
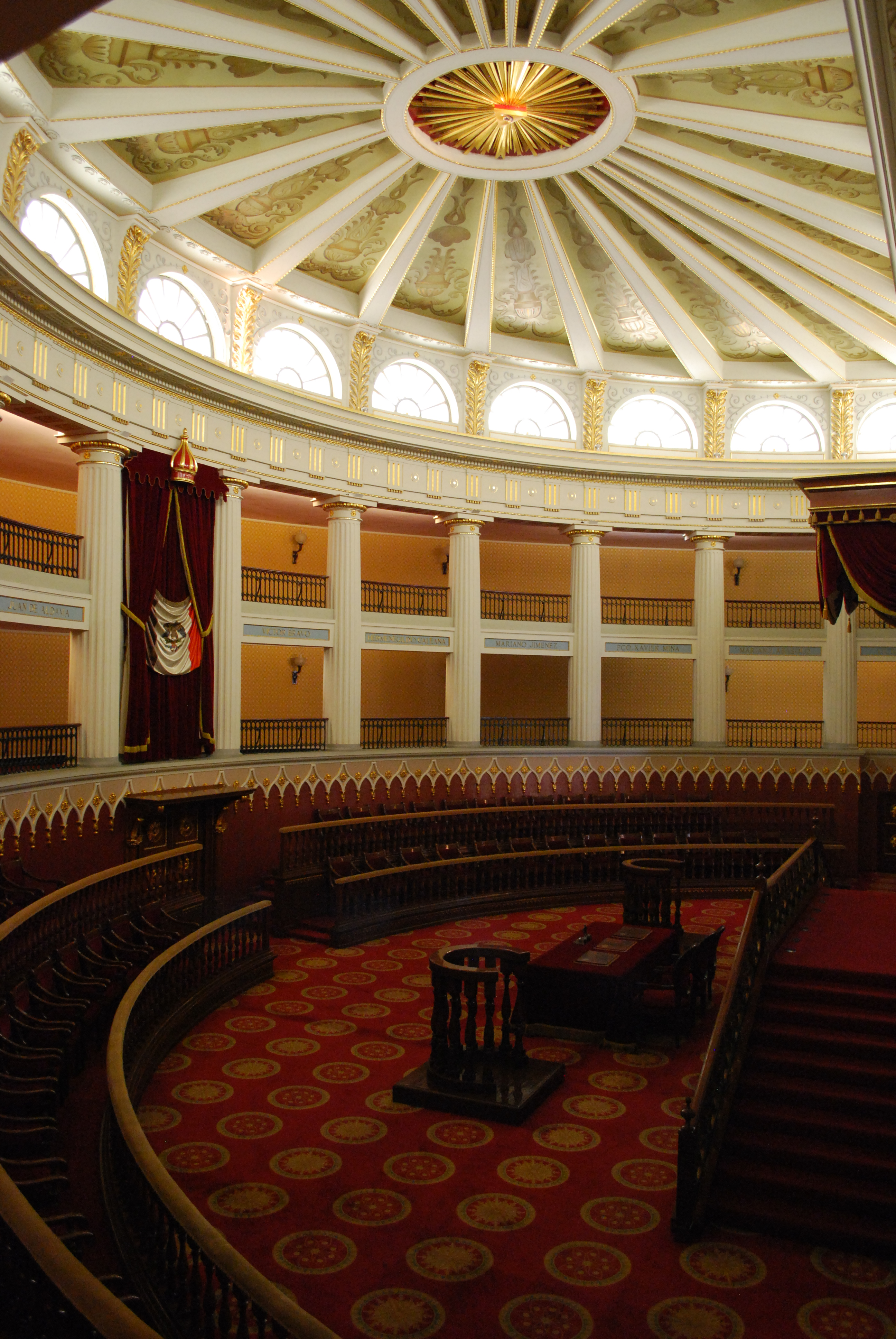
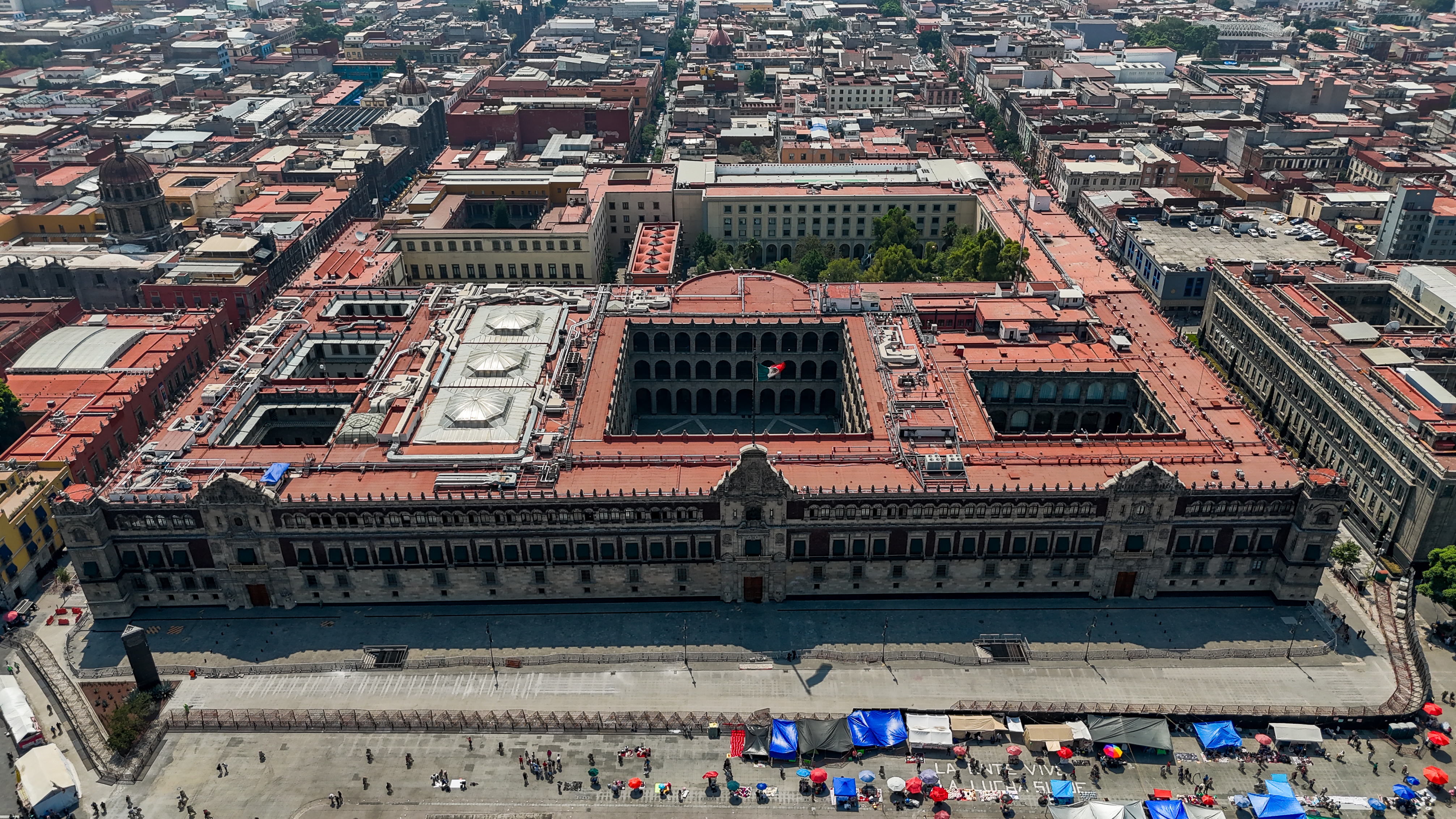